# Past Lives (Band)
Past Lives ist eine US-amerikanische Band aus Seattle, Washington. Die Band wurde nach der Auflösung der Blood Brothers im Herbst 2007 gegründet.

## Bandgeschichte
Nach dem Ende der Band The Blood Brothers im Jahr 2007 gründeten die Mitglieder Jordan Blilie, Morgan Henderson und Mark Gajadhar zusammen mit dem ehemaligen Gitarristen Devin Welch die Band. Sie begannen die Arbeit an ihrer ersten EP Strange Symmetry, die am 4. August 2008 durch das Label „Suicide Squeeze Records“ in den USA veröffentlicht wurde.
Etwa zur selben Zeit kam es zu einer Kollaboration der Band mit dem Journal Of Popular Noise, ein Fanzine für das die Band eine EP aufnahm.
Nach Ankündigung durch den Myspace-Account am 17. November 2009 erschien am 23. Februar 2010 das erste Album der Band, Tapestry Of Webs, wieder durch „Suicide Squeeze Records“.
Das Cover zeigt das gleichnamige Gemälde des US-amerikanischen Malers Ryan Iverson, der sich bereit erklärte, sein Bild verwenden zu lassen.

## Mitglieder
- Jordan Blilie – Gesang
- Mark Gajadhar – Schlagzeug
- Morgan Henderson – Baritongitarre, Keyboard
- Devin Welch – Gitarre

## Diskographie
- Strange Symmetry (4. August 2008)
- The Journal Of Popular Noise – Volume 1 Issue 7 (Frühling/Sommer 2008)
- Tapestry Of Webs (23. Februar 2010)